# Grêmio Esportivo Tiradentes
O Grêmio Esportivo Tiradentes foi um clube de futebol brasileiro, sediado em Ceilândia, no Distrito Federal.

## Histórico
Em 1988, foi campeão Brasiliense tendo como destaque o veterano zagueiro Beto Fuscão. Em 1989 participou da Copa do Brasil comandado pelo técnico Dadá Maravilha auxiliado pelo Ribeiro, quando conseguiu chegar até as oitavas-de-final, quando foi eliminado pelo Corinthians. Esta seria a sua única participação naquela competição.
Em 1994, conseguiu uma das vagas disponíveis para Série B daquele ano, com merito em ter ganho um qualificatório para Série B entre equipes do Distrito Federal e de Minas Gerais, porém, uma derrota para o Bangu, além de eliminar o time candango da Série B, acabaria decretando o rebaixamento para Série C de 1995, junto com o Fortaleza.
Entre 1995 e 1996 usou a denominação Flamengo Tiradentes.  Ficou na divisão principal do DF até 1996, quando foi rebaixado juntamente com Samambaia, Taguatinga e Ceilândia, no quadrangular da morte (Taguatinga e Ceilândia não disputaram e foram rebaixados).
Após esse ano, o time ficou inativo até 2000, quando voltou, disputando a segundona, e também em 2001, sem conseguir o acesso. Após esses anos, o Tiradentes nunca mais voltou a disputar um campeonato brasiliense, sendo que nunca mais se ouviu falar em uma possível volta do clube, assim como acontece com Taguatinga e Planaltina, que também encerraram suas atividades e nunca mais voltaram, em um período onde clubes como Brasília, Sobradinho e Guará também começaram a declinar.

## Títulos
| DISTRITAIS | DISTRITAIS             | DISTRITAIS | DISTRITAIS |
|            | Competição             | Títulos    | Temporadas |
| ---------- | ---------------------- | ---------- | ---------- |
|            | Campeonato Brasiliense | 1          | 1988       |

### Categorias de base
| DISTRITAIS | DISTRITAIS                         | DISTRITAIS | DISTRITAIS  |
|            | Competição                         | Títulos    | Temporadas  |
| ---------- | ---------------------------------- | ---------- | ----------- |
|            | Campeonato Brasiliense de Juniores | 2          | 1982 e 1989 |